# Veet
Veet (рус. Вит) — это канадская торговая марка косметических депиляторов для удаления волос, принадлежащая английско-нидерландской компании Reckitt Benckiser. Впервые была представлена на рынке Канады в 1919 году.

## История
Ранее называемый «Neet», продукт для удаления волос был первоначально изготовлен компанией Hannibal Pharmaceutical Company. В 1919 году компания зарегистрировала «Neet» как товарный знак в Канаде. Вскоре после этого в 1921 году компания подала заявку на товарный знак в Соединенных Штатах; товарный знак был предоставлен в 1922 году. Сегодня Reckitt Benckiser Group PLC, владеет товарным знаком, который приобрела в 1990 году.
Имя Veet было создано в 1922 году в Великобритании. Veet в переводе с французского имеет значение «быстро». Название использовалось в некоторых европейских странах, но не использовалось универсально. Например, в то время как продукт продавался под названием Veet во Франции, продукт продавался как Neet в Канаде и Соединенных Штатах до 2002 года, когда название впервые было использовано на коммерческой основе в этих странах.

## Продукция
Косметические депиляторы Veet появились в 1920-х годах, позиционируя себя как «готовое к применению крем-средство, что удаляет волосы быстрее бритвы». 
Спектр средств для депиляции, выпускаемых Veet, можно подразделить на две основные группы:
- эмульсии (кремы, гели, спреи и т.п.)
- воски (восковые полоски, тёплый воск и т.п.)

В своём составе депиляторы содержат тиогликолевую кислоту и гидроксид калия, ослабляющие химические связи между молекулами кератина в волосах, следствием чего является их лёгкое удаление.
В продажу также выпускаются различные электроприборы для удаления волос, от малостоящих триммеров, до дорогостоящих фотоэпиляторов.